# Command & Conquer: Generals
Command & Conquer: Generals è un videogioco di strategia in tempo reale della serie di Command & Conquer, pubblicato dalla EA Games nel 2003 (nel 2004 per la piattaforma Macintosh).
La versione italiana è completamente tradotta.

## Trama
Generals è, come gli altri episodi della serie Command & Conquer, un videogioco di ambientazione fantapolitica, questa volta ambientato nel periodo fra il 2020 e il 2030. Le 3 fazioni in lotta sono gli Stati Uniti, la Cina e l'Esercito di Liberazione Globale (ELG, Global Liberation Army o GLA nell'originale inglese), una generica organizzazione terroristica mediorientale.
La storia narrata nelle campagne predefinite del gioco vede Stati Uniti e Cina uniti nella lotta contro gli attacchi dell'ELG, e quindi presenta numerose analogie con la situazione politica dei primi anni 2000 e la guerra contro il terrorismo.
Ognuna delle fazioni ha caratteristiche peculiari che la rendono completamente diversa dalle altre (anche dal punto di vista del tipo di guida strategica richiesta al giocatore). Gli Stati Uniti possiedono una tecnologia allo stato dell'arte (del 2020, quindi in parte avveniristica) fortemente basata sull'aviazione e sugli armamenti al laser. La Cina utilizza mezzi tecnologicamente più arretrati ma molto efficaci, e ha a suo favore una fanteria numerosa, mezzi corazzati molto potenti, e una serie di tecnologie legate alla propaganda che, nello scenario avveniristico del gioco, è affidata alla propagazione di onde per il controllo mentale. L'ELG non dispone di aviazione e utilizza mezzi scarsamente tecnologici combinati con tecniche e strumenti adatti alla guerriglia e al terrorismo, incluse armi per la guerra batteriologica basate sull'antrace.
Nella tradizione di Command & Conquer, Generals non è un gioco particolarmente politicamente corretto, e presenta (seppure con i toni sempre autoironici e al confine col fumettistico tipici della serie) elementi di attualità politica presentati senza molte remore morali. Il gioco è stato vietato in Cina (dove invece gli altri episodi della serie erano approdati con successo) probabilmente perché in uno degli episodi della campagna cinese piazza Tian'anmen è colpita da un attacco nucleare; inoltre, la stessa fazione cinese nella campagna fa un uso piuttosto indiscriminato di armi nucleari tattiche e distrugge la Diga delle Tre gole per eliminare un gran contingente dell'ELG. La censura cinese potrebbe anche essere stata determinata dal modo in cui sono rappresentate le unità cinesi, specialmente rispetto alle frasi che pronunciano quando selezionate, che sono al limite della parodia del nazionalismo ("La Cina si espande", "Stiamo uniti", "La Cina è stata generosa con me").
Gli spunti evidenti sulla storia del periodo (l'imminente guerra in Iraq) e la possibilità di uccidere civili hanno causato il ritiro del gioco in Germania dopo 2 mesi di commercializzazione. Il gioco fu poi riproposto in versione censurata, con cyborg al posto delle unità, sostituendo l'antrace (usato per alcuni attentati in quel periodo storico) con acido e con i civili completamente rimossi.

## Modalità di gioco
La serie Command & Conquer e il suo spin-off Command & Conquer: Red Alert condividono il fatto di ritrarre lo stesso universo, ma in Generals non esiste alcun riferimento, neanche marginale, alle altre due saghe: la timeline di Generals è quella principale, corrispondente al nostro mondo, ossia alla timeline da cui Einstein non è tornato indietro nel tempo per uccidere Hitler dando luogo a quella di Red Alert. Per questo motivo, le armi usate dalle fazioni in campo sono quelle attuali: caccia stealth, missili nucleari, armi chimiche e così via; dato che il gioco è ambientato nel prossimo futuro, vengono introdotte anche armi più avanzate, come droni da combattimento o cannoni a particelle.
Il gameplay e l'interfaccia utente si discostano dalle convenzioni standard della serie, adattandosi a quelle (più diffuse) di giochi come StarCraft o della serie Age of Empires. Per esempio, l'uso dei tasti destro e sinistro del mouse risulta invertito rispetto agli episodi precedenti; la barra di controllo viene posizionata nella parte inferiore dello schermo anziché in verticale lungo il margine destro; la costruzione di edifici richiede l'impiego di particolari unità civili (lavoratori per l'ELG e bulldozer per Stati Uniti e Cina); e le unità per essere prodotte necessitano di essere selezionate dalle strutture apposite (con possibilità di produrre più unità dello stesso tipo se si è in possesso di più fabbriche) invece che dalla barra di controllo in ogni momento.
Sono assenti (tranne nella campagna) unità navali e sottomarine, le quali costituivano una parte importante dei giochi precedenti quale ad esempio Red Alert. Il fattore acqua quasi non esiste come campo di battaglia, ed è ridotto a ostacolo al movimento dei vari mezzi terrestri.

## Caratteristiche tecniche
Generals è il primo titolo strategico della serie realizzato con un motore grafico tridimensionale, ovvero il SAGE, versione migliorata di quello di Command & Conquer: Renegade; questo discosta il gioco rispetto ai precedenti episodi della serie, realizzati in due dimensioni. Lo stesso motore è stato in seguito utilizzato sempre da EA Games per realizzare Il Signore degli Anelli: La battaglia per la Terra di Mezzo.

## Seguiti ed espansioni
È stata pubblicata nel 2003, sempre da EA Games, un'espansione dal titolo Zero Hour, che introduce nuove sotto-fazioni (3 diversi "generali" per ciascuna delle fazioni originali, ciascuno con caratteristiche specifiche) e una nuova modalità di gioco che consente di contrapporre due generali a scelta in uno scontro che si svolge su più partite. A differenza di Generals, questa espansione dispone solo dei testi in italiano, ma l'audio dei filmati e delle nuove unità non è stato tradotto. Il cofanetto Deluxe Edition unisce la versione originale di Generals all'espansione Zero Hour.
Nel 2012 fu annunciato un sequel dal titolo provvisorio Command & Conquer: Generals 2, il quale però fu cancellato verso la fine del 2013.